# Енрјаку
Енрјаку (延暦) је јапанска ера (ненко) која је наступила после Тено и пре Даидо ере. Временски је трајала од августа 782. до маја 806. године и припадала је Нара периоду. Владајући монарх био је цар Канму. Ова ера је последња у Нара периоду, а након ње започиње Хејан период.

## Важнији догађаји Енрјаку ере
- 782. (Енрјаку 1, шести месец): Дворски садаџин Фуџивара но Уона је смењен са те позиције и изгнан у Кјуши. Нешто касније цар му је дозволио да се врати у престоницу где и умире. У исто време Фуџивара но Тамаро је именован удаиџином. Током периода када су позиције „садаџина“ и „удаџина“ биле упражњене, главни саветник „даинагон“ преузимао би све њихове обавезе на себе до задуживања нових особа на те позиције.[3]
- 783. (Енрјаку 3, током трећег месеца): Удаџин, Фуџивара но Тамаро, умире у 62 години.[3]
- 783. (Енрјаку 3, током седмог месеца): Фуџивара но Корекими постаје нови “удаиџин“ како би заменио преминулог Тамароа.[3]
- 793. (Енрјаку 12): Под вођством будистичког свестеника Денгјоа започиње се изградња храма Енрјаку.[4]
- December 17, 794 (Енрјаку 13, двадесетпрви дан дванаестог месеца): Цар у великој поворци одлази из Наре за Хејан-кјо.[4]
- 796. (Енрјаку 15): Додатни бакрењаци су пуштени у промет са натписима „рен-хеи еи-хо“.[5]
- 806. (Енрјаку 25): Владавина цара Канмуа трајала је 25 година и он умире у својој 70. години.[6] Сахрањен је јужно од Хејан-кјоа, у непосредној близини Момојаме али је тачна локација до данас остала предмет дебате.[7]